# 八木菜々花
八木 菜々花（やぎ ななか、1987年3月24日 - ）は、神奈川県出身の女優。劇団張ち切れパンダ所属。2016年10月頃までアービングに所属していた。

## プロフィール
- 出身地：神奈川県
- 血液型：AB型
- 趣味 :カメラ・散歩・舞台鑑賞・インテリアコーディネート
- 好きな食べ物：米・果物・チョコ
- 出身大学：桜美林大学
- 弟が1人いる[1]。
- 福山雅治のファン[2]。

## 出演

### テレビドラマ
- ハンチョウ〜神南署安積班〜シーズン3（2010年、TBS）
- 恋愛ニート〜忘れた恋のはじめ方（2012年、TBS）
- ATARU 第5話・第8話（2012年、TBS）
- サマーレスキュー〜天空の診療所〜第9話（2012年、TBS）
- 月曜ゴールデン「守護神・ボディーガード 進藤輝1」（2012年、TBS）
- 原宿ネストカフェ（2012年12月1日、TBS）
- ATARUスペシャル〜ニューヨークからの挑戦状!!〜（2013年、TBS）
- お助け屋☆陣八（2013年1月10日、読売テレビ）
- 鴨、京都へ行く。-老舗旅館の女将日記-（2013年4月9日 - 6月18日、フジテレビ）
- S -最後の警官-（2014年、TBS） - 奥村麻美 役
- 鉄子の育て方 第6話・第7話（2014年、名古屋テレビ） - 横見浩子 役
- 花咲舞が黙ってない 第6話（2014年、日本テレビ） - 乾美菜子 役
- 匿名探偵 第6話（2014年、テレビ朝日） - 加藤玲奈 役

### 映画
- ガチバンSUPERMAX（2012年4月）
- 永遠の0（2013年、東宝）
- 日米合作映画「千里眼」（2013年）
- 秘愛（2013年）
- S -最後の警官-THE MOVIE（2015年8月、東宝）
- TRASH/トラッシュ（2015年10月）
- 東京ボーイズコレクション（2016年）

### テレビアニメ
- 妖怪ウォッチ（2014年、テレビ東京） - アナウンサー / 女子 役

### CM
- ロッテ うるアップコラーゲン（2011年）
- アサヒペン（2011年）
- 花王 ビオレ「ふくだけコットン」〜テレビを見ながら篇〜（2012年）
- ヤクルト本社企業CM『大泉洋とヤクルトレディのいい毎日には、ヤクルトさんがいる。』（2014年 - ） - わが家に来てくれる小野さん 役[3]。

### 舞台
- ぞめきの消えた夏（2009年10月、Duo STAGE BBs）
- 露出狂 「柿喰う客」（2010年5月 - 6月、王子小劇場・精華小劇場）
- ボクシ－ 〜僕she〜（2010年10月、築地本願寺ブディストホール）
- THE Red Carpets 『意地悪』〜やっぱり女は顔かしらね〜（2011年1月、TACCS1179）
- 劇団EXILE W-IMPACT　レッドクリフ-戦-（2011年8月、青山劇場）
- 世界の終わりと始まりと（2011年10月、シアターサンモール）
- SAMURAI7（2012年7月、青山劇場）
- 虚構の劇団 エゴ・サーチ」（2013年10月、あうるすぽっと/HEP HALL）
- 生きてるものはいないのか（2014年10月、青山円形劇場）
- 朝劇 渋谷・イン・ワンダーランド（2015年5月 - 8月、VANDALISM）
- こどものおもちゃ（2015年8月、博品館劇場）
- 椿組 三太おじさんの家（2016年3月、ザ・スズナリ）

劇団張ち切れパンダ公演
- モノクロな姉（2009年5月、シアターブラッツ）
- かなりあノ声（2010年8月、サンモールスタジオ）
- 醜い蛙ノ子（2011年5月、テアトルBONBON）
- パンダの集い（2011年12月、シアターブラッツ）
- 落ちる紫陽花（2012年6月、シアターブラッツ）
- じじいに幸あれ!（2014年4月、「劇」小劇場）
- 頭の鉢（2015年4月、OFFOFFシアター）
- 10分間カセット（2016年5月、SPACE梟門）

### 雑誌
- ローラーボール美顔器（2011年、宝島社）

### PV
- リュ・シウォン「万華鏡」（2009年）
- リュ・シウォン「僕等が出会ったその場所に・・・」（2012年）